# زيلون 2
زيلون 2 (بالإنجليزية: Zillion II)‏، هي لعبة فيديو يابانية, وهي الجزء الثاني والأخير من سلسلة زيلون، من تطوير ونشر شركة سيغا، صدرت الجزء الثاني باليابان سنة 1987، وبعدها بعام صدرت اللعبة في الأسواق العالمية، وتعمل اللعبة حصرياً على منصة ماستر سيستم.